# Číčov (Berg)
Der Číčov, auch Hořenecký Špičák (deutsch Spitzberg, 476 m), ist ein markanter Berg im sog. Launer Teil des Böhmischen Mittelgebirges (České středohoří) in Tschechien. Wegen der geologischen und floristischen Besonderheiten besteht seit 1951 das Naturreservat Číčov.

## Lage und Umgebung
Der Číčov befindet sich etwa zehn Kilometer südlich von Bílina (Bilin) und zehn Kilometer östlich von Most (Brüx) im linkselbischen Böhmischen Mittelgebirge. Unmittelbar am Fuß des Berges liegen die kleinen Orte Kozly (Kosel) und Hořenec (Horzenz). Benachbarte Berge sind der Dlouhá hora (Gluha), Svinky (Zwinkenberg) und Vraník (Wranik).

## Naturschutz
Seit 1951 steht der Číčov auf 5,61 ha als Naturreservat unter staatlichem Schutz. Geschützt ist ein durch Trockenrasen geprägter Bereich, der vielen seltenen wärmeliebenden Pflanzen eine Heimstatt bietet.
Für den Číčov typische geschützte Pflanzen sind u. a. die endemische böhmische Wiesen-Kuhschelle (Pulsatilla pratensis bohemica) und das Echte Federgras (Stipa pennata).

## Geologie

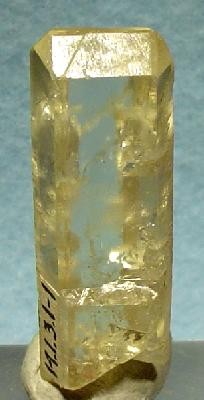
Aragonit

Der Gipfel des Číčov besteht aus Basalt. Einzigartig ist das Vorkommen des Minerals Aragonit in kristalliner Form in dessen Spalten und Hohlräumen. Die Basis des Berges wird von kreidezeitlichen Sedimenten gebildet.

## Wege zum Gipfel
Zum Číčov führen keine markierten Wanderwege. Der günstigste Ausgangspunkt für einen Besuch des Berges ist das kleine Dorf Hořenec. Der Aufstieg auf den Gipfel ist entlang eines schmalen Pfades an seiner Ostseite möglich. 